# Mary Kay Adams
Mary Kay Adams (Middletown, Nova Jérsei, 12 de setembro de 1962) é uma atriz americana. Conhecida por suas personagens Na'Toth na série de televisão Babylon 5 e Grilka na série Star Trek: Deep Space Nine.